# Hinesville (Georgia)
Hinesville – miasto w Stanach Zjednoczonych, w stanie Georgia, w hrabstwie Liberty. W 1916 zostało włączone do hrabstwa Liberty.

## Demografia
Wzrost zaludnienia w mieście od 2000 wynosi 6,35%. Stopa bezrobocia w Hinesville wynosi 9,20%.